# Jinjer
Jinjer ( /ˈdʒɪndʒər/ "djindjer") é uma banda ucraniana de metal progressivo formada em 2009. O seu estilo músical incorpora elementos do death metal, metalcore e nu-metal. Ao explicar suas influências, a banda tem relacionado seu som ao de outras bandas de metal como Opeth, Karnivool e Textures, além de grupos de outros gêneros como R&B, soul e hip-hop. Um exemplo citado pela banda é o Cypress Hill.
Desde a sua criação, a banda já lançou três álbuns e um EP.

## História
A banda ganhou destaque em parte por vencer em 2013 e 2016 o Best Ukrainian Metal Act, premiação realizada pelo selo ucraniano InshaMuzyka. Em 2016, a banda também é premiada com o melhor vídeo musical, com a música "I Speak Astronomy". O destaque que a banda recebeu naquele ano favorece o lançamento de seu terceiro álbum, King of Everything pelo selo Napalm Records em julho de 2016. Em 2017, a banda realizou duas turnês na Europa, acompanhando a banda Arch Enemy, bem como sua primeira turnê da América do Norte, ao lado do Cradle of Filth. Logo após anunciar as turnês, em Fevereiro de 2018, a banda confirma a reedição do álbum Cloud Factory (2014) pela Napalm Records.
O álbum Wallflowers foi eleito pela Loudwire como o 21º melhor álbum de rock/metal de 2021.